# ライヴ・イン・アメリカ〜プリング・ストリングス
『ライヴ・イン・アメリカ〜プリング・ストリングス』（原題：Pulling Strings）は、イギリスのギタリスト、スティーヴ・ハウが1994年に録音・1999年に発表したライブ・アルバム。

## 解説
ハウは1994年10月11日のニューヨーク公演より、「プリング・ストリングス」と題されたソロ・ツアーを開始し、1995年1月には日本でも公演を行った。本作には1994年11月のシカゴ公演およびミネアポリス公演のライブ音源が使用されている。
基本的にはハウのソロ・パフォーマンスだが、収録曲のうち6曲は、事前に録音されたバッキング・トラックを伴った演奏である。「スウィート・サンダー」は、この時のツアーで初演された新曲で、ハウと共にGTRで活動していたフィル・スポルディングが、バッキング・トラックのベースを担当している。
ゲイリー・ヒルはオールミュージックにおいて5点満点中3点を付け「どの曲もソロ・ギター用にアレンジされており、極めて精巧かつ熟達したギターの演奏が提示されている」「ハウのファン、或いは優れたギター・ワーク全般のファンであれば、確かにコレクションに加えるべきだろう」と評している。

## 収録曲
特記なき楽曲はスティーヴ・ハウ作。
1. スウィート・サンダー - "Sweet Thunder" - 3:21
2. 消えた男の日記 - "Diary of a Man Who Vanished" - 2:27
3. 「危機」より抜粋 - "Excerpts from Close to the Edge" (Jon Anderson, Steve Howe) - 4:23
4. 「ビギニングス」より抜粋 - "Excerpts from Beginnings" - 3:18
5. 歓喜の夜 - "Pleasure Stole the Night" (S. Howe, J. Howe) - 2:45
6. スケッチ・イン・ザ・サン - "Sketches in the Sun" - 3:11
7. レア・バーズ - "Rare Birds" - 3:11
8. ウィンディ・アンド・ウォーム - "Windy and Warm" (John D. Loudermilk) - 1:39
9. クラシカル・ガス - "Classical Gas" (Mason Williams) - 4:28
10. 「世紀の曲がり角」より抜粋 - "Excerpts from Turn of the Century" (J. Anderson, S. Howe, Alan White) - 4:47
11. ミスティ - "Misty" (Erroll Garner) - 1:26
12. 「オールズ・ア・コード」より抜粋 - "Excerpts from All's a Chord" - 1:37
13. ランニング・ザ・ヒューマン・レース - "Running the Human Race" - 4:02
14. ルック・オーヴァー・ユア・ショルダー - "Everytime You Look Over Your Shoulder" - 3:39
15. 「錯乱の扉/スーン」よりテーマ - "Theme from the Gates of Delirium/Soon" (J. Anderson) - 6:42
16. ブラインデッド・バイ・サイレンス - "Blinded by Science" - 3:46
17. マイ・ホワイト・バイスィクル - "My White Bicycle" (Keith West, Ken Burgess) - 3:18

## 参加ミュージシャン
ライブ・パフォーマンス
- スティーヴ・ハウ - エレクトリック・ギター、アコースティック・ギター、12弦ギター、スティール・ギター、クラシック・ギター、ボーカル

バッキング・トラック
- スティーヴ・ハウ - アコースティック・ギター(on #1, #7, #13, #15, #16)、ストリング・パッド(on #7)、ハイハット(on #7)、リュート(on #9)、キーボード(on #9, #13, #15)、ベース(on #9, #13, #16)、タンブリン(on #9)、エレクトリック・ギター(on #13, #16)、ドラムマシン(on #13)
- フィル・スポルディング（英語版） - ベース(on #1)
- ステュアート・エリオット - ドラムス(on #1)